# Twardzioszek ciemnotrzonowy
Twardzioszek ciemnotrzonowy (Marasmius cohaerens (Pers.) Cooke & Quél.) – gatunek grzybów należący do rodziny twardzioszkowatych (Marasmiaceae). 

## Systematyka i nazewnictwo
Pozycja w klasyfikacji według Index Fungorum: Marasmius, Marasmiaceae, Agaricales, Agaricomycetidae, Agaricomycetes, Agaricomycotina, Basidiomycota, Fungi.
Po raz pierwszy takson ten zdiagnozował w 1801 r. Christian Hendrik Persoon nadając mu nazwę Agaricus cohaerens. Obecną, uznaną przez Index Fungorum nazwę nadali mu w 1878 r. Lucien Quélet i Mordecai Cubitt Cooke.
Synonimy naukowe:
- Agaricus balaninus Berk. 1837
- Agaricus ceratopus Pers. 1828
- Agaricus cohaerens Pers. 1801
- Marasmius ceratopus (Pers.) Quél. 1888
- Marasmius cohaerens var. americanus Singer 1976
- Marasmius cohaerens var. brasiliensis Theiss. 1909
- Marasmius cohaerens (Alb. & Schwein.) Cooke & Quél. 1878 var. cohaerens
- Marasmius cohaerens var. orientalis Desjardin & E. Horak, in Desjardin 2000
- Mycena balanina (Berk.) P. Karst. 1887
- Mycena cohaerens (Pers.) Gillet 1876

Nazwę polską podał Władysław Wojewoda w 2003 r. W polskim piśmiennictwie mykologicznym gatunek ten opisywany był też jako twardzioszek spoisty. 

## Morfologia
Saprotrof wytwarzający owocniki z jednolicie cielostobrązowym lub ochrowobrązowatym kapeluszem (średnicy przeważnie 1–3 cm) o aksamitnej powierzchni i blaszkowatym hymenoforze na spodzie. Blaszki mają żółtawe lub szaroochrowe zabarwienie, czasami z czerwonobrązowawym ostrzem. Kapelusz umieszczony jest na czerwonobrązowym, lśniącym trzonie. Charakterystyczną cechą Marasmius cohaerens jest obecność na skórce kapelusza i blaszkach i trzonie licznych, lancetowatych cystyd. 

## Występowanie i zasięg
Opisano występowanie tego gatunku w Ameryce Północnej i Środkowej, Europie, Azji (tutaj tylko w Korei i Japonii) i Australii
Występuje w lasach liściastych i iglastych. Owocniki wytwarza od sierpnia do października.